# Chesias
Chesias là một chi bướm đêm thuộc họ Geometridae.

## Các loài tiêu biểu
- Chesias capriata
- Chesias isabella Schawerda, 1915
- Chesias legatella – The Streak (Denis & Schiffermüller, 1775)
- Chesias linogrisearia
- Chesias pinkeri Schawerda, 1939
- Chesias rhegmatica
- Chesias rufata – The Broom-Tip (Fabricius, 1775)
- Chesias zuellichi (Schawerda, 1939)

## Hình ảnh

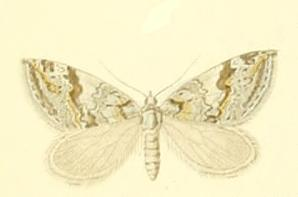